# Premio Izumi Kyōka
El Premio literario Izumi Kyōka (泉鏡花文学賞, Izumi Kyōka Bungaku Shō) es un galardón literario japonés, nombrado así en honor al novelista, cuentista y dramaturgo Izumi Kyōka. Establecido en 1973 por el gobierno de la ciudad de Kanazawa, premia de forma anual a una obra, novela o drama, de «elevado aroma fantástico». Se entrega durante el mes de octubre y el ganador se lleva a casa una placa conmemorativa (Hachiryōkyō) y 1 millón y medio de yen (antes de 2025 sólo un millón). Es uno de los premios con más notoriedad en el circuito literario japonés, sólo detrás de premios como el Noma, el Tanizaki o el Akutagawa.
El fue creado para conmemorar el centenario del natalicio de Izumi Kyōka, por el gobierno local de Kanazawa. Su misión es honrar los logros del autor, quien nació en la ciudad, y realizó una gran contribución a la literatura japonesa moderna, así como promover las tradiciones, el legado y el desarrollo cultural de la ciudad, contribuyendo con ello a la mejora del nivel cultural de sus ciudadanos a través de la literatura. Tiene el honor de ser el primer premio literario otorgado por un gobierno local en Japón, este hecho, aunado a su longevidad e historial de obras premiadas, lo convierte también en uno de los premios literarios más respetados en su país.
El galardón también comprende a un premio hermano, el Premio de literatura ciudadana de Kanazawa en memoria a Izumi Kyōka que, como su nombre indica, se otorga únicamente nativos y residentes de la ciudad.

## Bases del premio
Las bases del premio detallan que la convocatoria está abierta a obras literarias (novelas, obras de teatro, etc.) publicadas en formano de libro durante el año fiscal anterior, esto descarta obras publicadas en revistas literarias o inéditas, marcando una diferencia con premios como el Akutagawa. Las obras nominadas deben «rebosar una atmósfera fantástica acorde con el mundo literario de Izumi Kyoka». El proceso de selección cuenta con participación ciudadana, y los nominados se escogen de entre las postulaciones de recomendadores y un comité de selección.
La ambigüedad de sus lineamientos han permitido a los jueces otorgar el galardón a obras y escritores bastante diversos. Lo han ganado autores noveles, como Banana Yoshimoto, y veteranos como Jakucho Setouchi; y los géneros premiados van del realismo mágico a la ciencia ficción o historias de misterio. Hubo ocasiones incluso en las que se ignoraron completamente las bases del concurso para otorgarlo por obra completa y trayectoria, como lo fue el caso de la entrega número 30, otorgada al escritor Akiyuki Nosaka.

## Jurados
El jurado, al año 2025, se compone de los siguientes autores:
- Hiroyuki Itsuki
- Kiyoko Murata
- Tomomi Muramatsu
- Kōzaburō Arashiyama
- Amy Yamada
- Risa Wataya

## Lista de ganadores
El gobierno de la ciudad de Kanazawa tiene una lista histórica de los ganadores del premio, la cual se replica a continuación:
Los títulos marcados con * no cuentan aún con una traducción oficial al español. El título se traduce de forma vaga del japonés.
| #  | Año  | Autor               | Título original | Título en español                                                                                |
| -- | ---- | ------------------- | --- | ------------------------------------------------------------------------------------------------ |
| 1  | 1973 | Ryō Hanmura         | Musubi no Yama Hiroku (産霊山秘録) | La historia secreta del monte Musubi*                                                            |
| 1  | 1973 | Toshio Moriuchi     | Tobu Kage (翔ぶ影) | Sombra voladora*                                                                                 |
| 2  | 1974 | Hideo Nakai         | Akumu no Karuta (悪夢の骨牌) | Cartas de pesadilla*                                                                             |
| 3  | 1975 | Mari Mori           | Amai Mitsu no Heya (甘い蜜の部屋) | Dulce habitación secreta*                                                                        |
| 4  | 1976 | Takako Takahashi    | Yūwakusha (誘惑者) | Seductor*                                                                                        |
| 5  | 1977 | Takehiro Irokawa    | Ayashii Raikyakubo (怪しい来客簿) | Libro de visitas sospechosas*                                                                    |
| 5  | 1977 | Yūko Tsushima       | Kusa no Fushido (草の臥所) | Cama de hierba*                                                                                  |
| 6  | 1978 | Jūrō Kara           | Hitode, Kappa (海星・河童（ひとで・かっぱ）) | Estrella de mar - Kappa*                                                                         |
| 7  | 1979 | Taku Mayumura       | Shōmetsu no Kōrin (消滅の光輪) | Halo de aniquilacion*                                                                            |
| 7  | 1979 | Mieko Kanai         | Puraton-teki Ren'ai (プラトン的恋愛) | Amor platónico*                                                                                  |
| 8  | 1980 | Kunio Shimizu       | Waga Tamashii wa Kagayaku Mizu Nari (わが魂は輝く水なり)                                                                                        | Mi alma es agua brillante*                                                                       |
| 8  | 1980 | Makiko Mori         | Yuki Onna (雪女) | Mujer de nieve*                                                                                  |
| 9  | 1981 | Tatsuhiko Shibusawa | Karakusa Monogatari (唐草物語) | Cuento arabesco*                                                                                 |
| 9  | 1981 | Yasutaka Tsutsui    | Kyojin-tachi (虚人たち) | Hombres virtuales*                                                                               |
| 10 | 1982 | Keizo Hino          | Hōyō (抱擁) | Abrazo*                                                                                          |
| 11 | 1983 | Kazuko Saegusa      | Onidomo no Yoru wa Fukai (鬼どもの夜は深い) | La noche de los demonios es profunda*                                                            |
| 11 | 1983 | Haku Kohiyama       | Hikaru Onna (光る女) | Mujer brillante*                                                                                 |
| 12 | 1984 | Baku Akae           | Kaikyō (海峡) | Estrechos*                                                                                       |
| 12 | 1984 | Baku Akae           | Yakumo ga Koroshita (八雲が殺した) | Yakumo mata*                                                                                     |
| 13 | 1985 | Shunzō Miyawaki     | Satsui no Fūkei (殺意の風景) | Paisaje asesino*                                                                                 |
| 14 | 1986 | Mizuko Masuda       | Single Seru (シングル・セル) | Célula única*                                                                                    |
| 15 | 1987 | Yumiko Kurahashi    | Amanon koku ōkanki (アマノン国往還記) | Diario de viajes por el país de amanon*                                                          |
| 15 | 1987 | Hideo Asaine        | Shūji no Hōrō (シュージの放浪) | Las andanzas de Shūji*                                                                           |
| 16 | 1988 | Tsumao Awasaka      | Oriduru (折鶴) | Grulla de origami*                                                                               |
| 16 | 1988 | Banana Yoshimoto    | Moonlight Shadow (ムーンライト・シャドウ) | Moonlight Shadow                                                                                 |
| 17 | 1989 | Taka Isawa          | Nowaki Sakaba (野分酒場) | Bar de sake Nobiru*                                                                              |
| 17 | 1989 | Aiko Kitahara       | Fukagawa Mio-dōri Kidobangoya (深川澪通り木戸番小屋)                                                                                            | La caseta de vigilancia en la calle Fukugawa Mio*                                                |
| 18 | 1990 | Jōkichi Hikage      | Doro Kisha (泥汽車) | Tren de barro*                                                                                   |
| 19 | 1991 | Angel Ui            | Odorō, Maya (踊ろう・マヤ) | Vamos a bailar, Maya*                                                                            |
| 20 | 1992 | Megumu Sagisawa     | Kakeru shōnen (駆ける少年) | Chico corriendo*                                                                                 |
| 20 | 1992 | Masahiko Shimada    | Higan Sensei (彼岸先生) | Maestro Higan*                                                                                   |
| 21 | 1993 | Michiko Yamamoto    | Mofuku no Ko (喪服の子) | Niño de luto*                                                                                    |
| 22 | 1994 | (desierto)          | (desierto) | (desierto)                                                                                       |
| 23 | 1995 | Akira Tsuji         | Yume no Hōi (夢の方位) | Dirección del sueño*                                                                             |
| 24 | 1996 | Miri Yu             | Full House (フルハウス) | Full House*                                                                                      |
| 24 | 1996 | Amy Yamada          | Animal logic (アニマル・ ロジック) | Animal logic*                                                                                    |
| 25 | 1997 | Tomomi Muramatsu    | Kamakura no Obasan (鎌倉のおばさん) | La tía de Kamakura*                                                                              |
| 25 | 1997 | Natsuhiko Kyogoku   | Warau Iemon (嗤う伊右衛門) | Limón riendo*                                                                                    |
| 26 | 1998 | Seiko Tanabe        | Dōton-bori no ame ni wakarete irai nari - Senryū sakka Kishimoto Suifu to sono jidai (道頓堀の雨に別れて以来なり──川柳作家・岸本水府とその時代) | Desde que se separó de la lluvia en Dotonbori: el escritor Senryu Suifu Kishimoto y sus tiempos* |
| 27 | 1999 | Tomoko Yoshida      | Hako no Otto (箱の夫) | Esposo de caja*                                                                                  |
| 27 | 1999 | Suehiro Tanemura    | Tanemura Suehiro no Neo rabirintosu "Gensō no Erosu" and other works (種村季弘のネオ・ラビリントス「幻想のエロス」)                             | Neo-Laberintos de Toshihiro Tanemura "Eros de fantasía" y otras historias*                       |
| 28 | 2000 | Yoko Tawada         | Hinagiku no Ocha no Baai (ヒナギクのお茶の場合)                                                                                                 | Para el té de margaritas*                                                                        |
| 29 | 2001 | Teruhiko Kuze       | Shōshōkan Nichiroku (蕭々館日録) | Diario de Shoshokan*                                                                             |
| 29 | 2001 | Yoriko Shōno        | Yūkai Mori Musume Ibun (幽界森娘異聞) | El cuento de la chica del bosque de los espíritus*                                               |
| 30 | 2002 | Akiyuki Nosaka      | *Otorgado por trayectoria* | *Otorgado por trayectoria*                                                                       |
| 31 | 2003 | Saiichi Maruya      | Kagayaku Hi no Miya (輝く日の宮) | Palacio del sol brillante*                                                                       |
| 31 | 2003 | Natsuo Kirino       | Grotesque (グロテスク) | Grotesco                                                                                         |
| 32 | 2004 | Yōko Ogawa          | Burafuman no Maisō (ブラフマンの埋葬) | Entierro de Brahman*                                                                             |
| 33 | 2005 | Michiko Ryō         | Rakuen no Tori - Karukatta Gensōkyoku (楽園の鳥–カルカッタ幻想曲–)                                                                              | Ave del Paraíso – Fantasía de Calcuta –*                                                         |
| 34 | 2006 | Kōzaburō Arashiyama | Akutō Bashō (悪党芭蕉) | Basho el villano                                                                                 |
| 35 | 2007 | Wahei Tatematsu     | Dōgen Zenji (道元禅師) | Maestro Zen Dogen*                                                                               |
| 36 | 2008 | Yokoo Tadanori      | Blue Land (ぶるうらんど) | Blue Land*                                                                                       |
| 36 | 2008 | Keishi Nagi         | Kusa suberi sonohoka no tanpen (草すべり その他の短篇)                                                                                          | Kusasuberi y otros cuentos*                                                                      |
| 37 | 2009 | Akane Chihaya       | Iogami (魚神) | Dios pez*                                                                                        |
| 38 | 2010 | Masahiro Shinoda    | Kawaramono no susume, shie to shura no kioku (河原者ノススメ―死穢と修羅の記憶)                                                                  | Consejos de la ribera - Recuerdos de la Muerte y Shura*                                          |
| 39 | 2011 | Jakucho Setouchi    | Fūkei (風景) | Paisaje*                                                                                         |
| 39 | 2011 | Baku Yumemakura     | Ōedo Chōkakuden (大江戸釣客伝) | Gran leyenda de pesquera de Edo*                                                                 |
| 40 | 2012 | Mitsuyo Kakuta      | Kanata no Ko (かなたの子) | Niño de la distancia*                                                                            |
| 41 | 2013 | Ken’ichirō Isozaki  | Ōko Raikon (往古来今) | Antes y ahora*                                                                                   |
| 42 | 2014 | Kyoko Nakajima      | Tsuma ga Shiitake datta Koro (妻が椎茸だったころ)                                                                                               | Cuando mi vida era un hongo shiitake*                                                            |
| 42 | 2014 | Masayo Koike        | Tamamono (たまもの) | Tesoro*                                                                                          |
| 43 | 2015 | Mayumi Nagano       | Meido ari (冥途あり) | Hay un camino al más allá*                                                                       |
| 43 | 2015 | Katsuyuki Shinohara | Koppū (骨風) | Viento de hueso*                                                                                 |
| 44 | 2016 | Hiromi Kawakami     | Ōkina tori ni sarawarenai yō (大きな鳥にさらわれないよう)                                                                                       | Para evitar ser arrastrados por pájaros grandes*                                                 |
| 45 | 2017 | Rieko Matsuura      | Saiai no kodomo (最愛の子ども) | Niño amado*                                                                                      |
| 46 | 2018 | Yūko Yamao          | Tobu Kujaku (飛ぶ孔雀) | Pavo real volador*                                                                               |
| 47 | 2019 | Shin'ya Tanaka      | Hiyoko Taiyō (ひよこ太陽) | Sol polluelo*                                                                                    |
| 48 | 2020 | Nobuko Takagi       | Shōsetsu Ise Monogatari Narihira (小説伊勢物語業平)                                                                                             | El cuento de Ise: Narihira*                                                                      |
| 49 | 2021 | Kiyoko Murata       | Ane no Shima (姉の島) | Isla de la Hermana*                                                                              |
| 50 | 2022 | Fumiko Ōhama        | Hidamari no Hate (陽だまりの果て) | El fin del sol*                                                                                  |
| 51 | 2023 | Kaoru Kitamura      | Mizu, Hon no Shōsetsu (水 本の小説) | Novela del libro de agua*                                                                        |
| 51 | 2023 | Aki Asahina         | Anata no Moeru Hidarite de (あなたの燃える左手で)                                                                                               | Con tu mano izquierda ardiente*                                                                  |
| 52 | 2024 | Maha Harada         | Ita-jō ni saku (板上に咲く) | Florece en el tablero*                                                                           |